# Walter Büngeler
Walter Büngeler (* 30. Dezember 1900 in Niedermendig, Rheinprovinz; † 1. Januar 1987 in München) war einer der bedeutendsten deutschen Pathologen.

## Leben
Büngeler studierte an der  Rheinischen Friedrich-Wilhelms-Universität Bonn, der Universität Rostock und der neuen Johann Wolfgang Goethe-Universität Frankfurt am Main Medizin. Mit einer  geburtshilflichen Doktorarbeit wurde er 1926 in Bonn zum Dr. med. promoviert. Schon zwei Jahre später  habilitierte er sich in Frankfurt bei Bernhard Fischer-Wasels für Pathologie. Mit Indol gelang ihm die chemische Erzeugung einer Leukämie. 1933 wurde er als Gründungsdekan an die Medizinische Akademie Danzig berufen. Drei Jahre später folgte er dem Ruf der  Universidade Federal de São Paulo auf den Lehrstuhl der Escola Paulista de Medicina. Dort schrieb er grundlegende Arbeiten über die Lepra.
Als Brasilien im August 1942 (unter amerikanischem Einfluss) dem  Deutschen Reich den Krieg erklärte, kehrte er nach Deutschland zurück. Über 14 Jahre war er Lehrstuhlinhaber an der Christian-Albrechts-Universität zu Kiel. Er war Vorsitzender des wissenschaftlichen Beirats vom Forschungszentrum Borstel. Die Ludwig-Maximilians-Universität München berief ihn 1956 auf den vierten Lehrstuhl. Er errichtete Abteilungen für Elektronenmikroskopie und für Neuropathologie. 
Er war Generalsekretär der Vorläuferorganisation der  Deutschen Krebsgesellschaft. 1970 wurde er  emeritiert.
Beigesetzt wurde er auf dem Westfriedhof (München).

## Werke
- Tierexperimentelle und zellphysiologische Untersuchungen zur Frage der allgemeinen Geschwulstdisposition. 1930.
- Die neugegründete Staatliche Akademie für praktische Medizin zu Danzig. Deutsche Medizinische Wochenschrift 61 (1935), S. 551–554.
- Gibt es einen Krebserreger? Gesundheit und Leben. Zeitschriftenfolge der Krankenkasse des Deutschen Hilfswerks São Paulo, Nr. 10. São Paulo 1937.
- Contribuição ao estudo das molestias osseas na lepra; das relações da osteodistrofia com a hiperplasia das paratiroides e a insuficiência renal. 1942.
- Über die Verbreitung des Rheumatismus in den tropischen und subtropischen Ländern.
- Über die brasilianische Blastomykose und den histologischen Nachweis der Paracoccidioides brasiliensis.
- Was verstehen wir unter Tropenkrankheiten?
- Über den Verlauf der Tuberkulose in den warmen Ländern.
- Die pathologische Anatomie der Lepra. Springer, Berlin 1941–1943.
- mit Werner Hueck: Patología morfológica: exposición de los fundamentos morfológicos de la anatómia patológica general y especial. Barcelona 1944.
- mit Karlferdinand Kloos, Wolfgang Rotter: Spezielle Pathologie. Wolfenbüttel 1948.
- Stand und Entwicklung der Pathologie. Berlin 1958.

## Ehrungen
- Lady Tata-Preis (1932, 1933, 1934)[14]
- Ehrenmitglied der Deutschen Krebsgesellschaft
- Rudolf-Virchow-Medaille (1985)